# Beate Zschäpe
Beate Zschäpe (* 2. Januar 1975 in Jena als Beate Apel; Aliasnamen: Susann Dienelt, Lisa Dienelt, Mandy Pohl, Bärbel Bucilowski etc.) ist eine deutsche Rechtsextremistin und ein Mitglied der Terrorgruppe Nationalsozialistischer Untergrund (NSU). Als Hauptangeklagte im NSU-Prozess wurde sie am 11. Juli 2018 als Mittäterin bei der Ermordung von zehn Menschen und wegen anderer Taten vom Oberlandesgericht München zu lebenslanger Freiheitsstrafe verurteilt. Das Gericht stellte die besondere Schwere der Schuld fest. Das Urteil ist rechtskräftig.

## Leben

### Herkunft und Kindheit
Zschäpes Mutter studierte als Bürgerin der DDR bis 1976 Zahnmedizin an der Medizinischen und Pharmazeutischen Universität in Bukarest. Den erlernten Beruf konnte sie wegen einer Allergie nicht ausüben. Ab August 1976 war sie als Buchhalterin beim Kombinat VEB Carl Zeiss in Göschwitz bei Jena angestellt. Gleichzeitig studierte sie an der Fernuniversität Ökonomie und schloss das Studium als Ingenieurökonomin ab. In der Systemtransformation nach dem Ende der DDR und der Wiedervereinigung verlor sie 1991 die Anstellung beim VEB Carl Zeiss.
Beate Zschäpe hat ihren Vater nie kennengelernt. Er soll nach Angaben ihrer Mutter ein rumänischer Kommilitone gewesen sein, eine Zeit lang als Zahnmediziner in Nordrhein-Westfalen gearbeitet haben und im Jahr 2000 gestorben sein. Beate Apel wuchs in Jena in einfachen Verhältnissen auf und befand sich häufig in der Obhut ihrer Großmutter. Ihre Mutter ließ sich zweimal scheiden. Die Tochter nahm jeweils den Namen des neuen Partners ihrer Mutter an. In ihren ersten 15 Lebensjahren kam es zu sechs Umzügen in Jena und Umgebung. 1991 verließ sie nach der zehnten Klasse die staatliche Regelschule „Johann Wolfgang von Goethe“ im Jenaer Stadtteil Winzerla und begann im Rahmen einer Arbeitsbeschaffungsmaßnahme eine Tätigkeit als Malergehilfin. Von 1992 bis 1996 machte sie eine Lehre zur Gärtnerin mit der Fachrichtung Gemüsebau.

### Radikalisierung in der Neonazi-Szene
Als Jugendliche gehörte Zschäpe zuerst zur linken Punkszene und hatte 1990 einen Punk als Freund, mit dem sie eine Reihe von Diebstählen unter anderem von Alkohol und Zigaretten beging. 1989 oder 1990 lernte sie Uwe Mundlos kennen und begann eine Beziehung zu ihm, die im September 1990 so fest war, dass Mundlos’ Vater ein Konto für sie einrichtete. Ab 1991 besuchten Zschäpe und Mundlos den gerade eingerichteten Winzerklub, ein kommunal geführtes Jugendzentrum im Jenaer Plattenbauviertel Winzerla, und „prägten“ laut dem Soziologen Matthias Quent „die Jugendkultur“ dieser Einrichtung. Dort lernten sie unter anderem Uwe Böhnhardt kennen und formten eine neonazistische Jugendclique. Mit drei anderen Neonazis, unter ihnen Ralf Wohlleben, bildeten sie die Kameradschaft Jena. Zschäpe beteiligte sich an bundesweiten Aufmärschen der Neonazi-Szene und Aktionen der Anti-Antifa Ostthüringen und der Nachfolgeorganisation Thüringer Heimatschutz. Außerdem gab es Kontakte zum Neonazi-Netzwerk Blood and Honour.
Ebenfalls in den 1990er Jahren meldete Zschäpe politische Demonstrationen in Jena an („Zur Bewahrung Thüringer Identität, gegen die Internationalisierung der EG“). Sie beteiligte sich an Hetzjagden auf linke Jugendliche und an der Erpressung von vietnamesischen Zigarettenhändlern.
Nachdem 1996 und 1997 in Jena mehrere Bombenattrappen und zündunfähige Sprengkörper gefunden worden waren, durchsuchte die Polizei am 26. Januar 1998 die Wohnungen von Zschäpe, Mundlos und Böhnhardt. Dabei fand sich in Zschäpes Wohnung neben Macheten und einem Gewehr ebenfalls ein handgefertigtes Brettspiel namens Pogromly, ein Monopoly für Neonazis. In einer von Zschäpe angemieteten Garage wurden vier Rohrbomben mit etwa 1,4 kg TNT gefunden. Gegen Mundlos, Böhnhardt und Zschäpe wurden Haftbefehle erlassen.

### Abtauchen und Mitwirkung im Nationalsozialistischen Untergrund
Nach der Durchsuchungsaktion ging Zschäpe gemeinsam mit Böhnhardt und Mundlos in den Untergrund. Einige Wochen zuvor hatten Verfassungsschützer überlegt, sie als V-Frau zu engagieren, wegen angeblichen Drogenkonsums aber schließlich davon abgesehen.
1999 gab Zschäpe dem rechtsextremen Anwalt Hans Günter Eisenecker eine von ihr unterschriebene Vollmacht, um bei den Behörden Akteneinsicht zu beantragen.

### Selbstenttarnung durch Wohnungsexplosion und Flucht

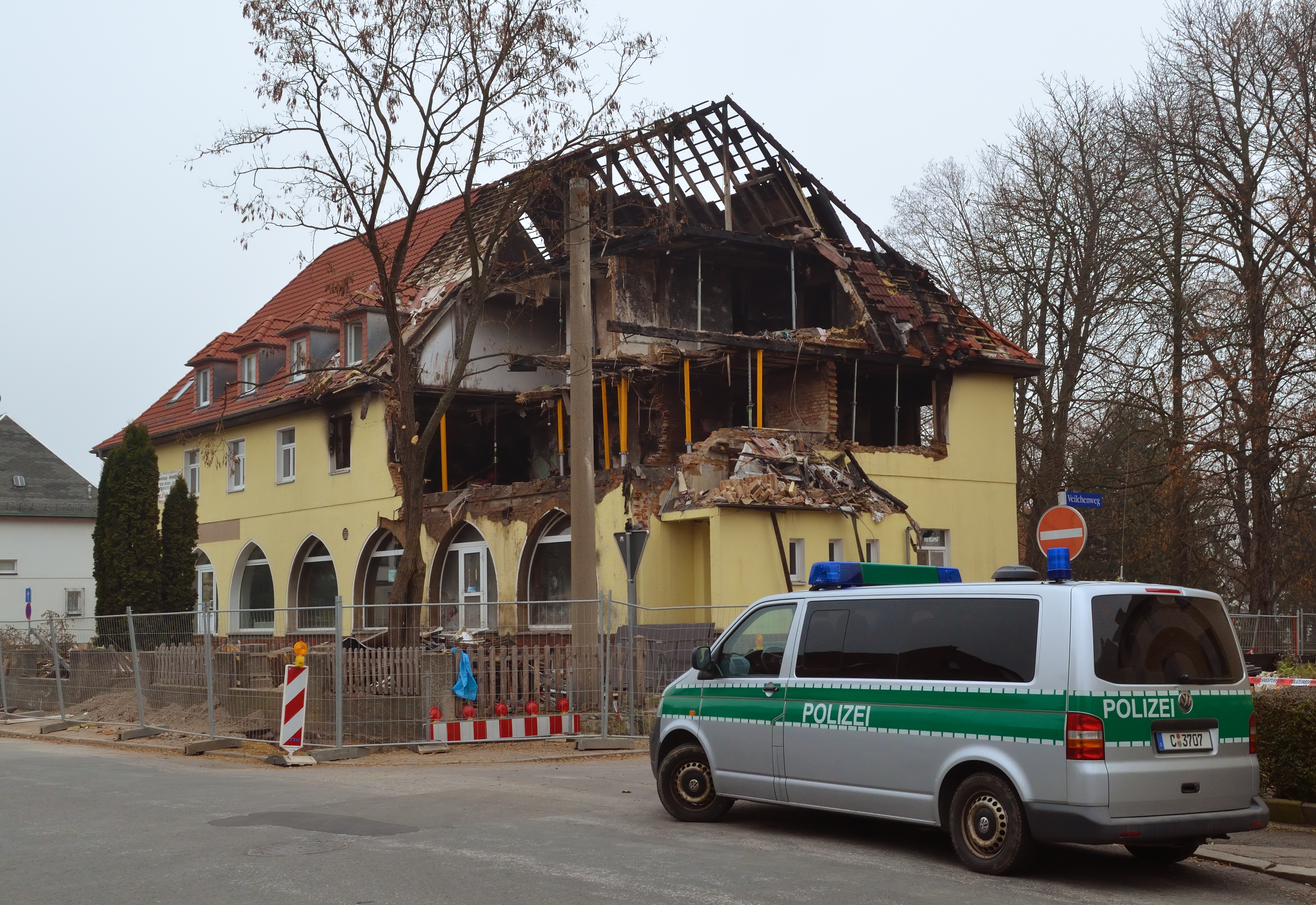
Im November 2011 zerstörte Beate Zschäpe die letzte Wohnung des NSU-Trios in Zwickau, um Spuren zu vernichten (Abbildung nach Teilabriss).

Nachdem sich ihre Komplizen Böhnhardt und Mundlos nach einem missglückten Banküberfall in Eisenach am 4. November 2011 das Leben genommen hatten, ereignete sich am selben Tag eine Explosion in einem Wohnhaus in der Frühlingsstraße 26 im Zwickauer Stadtteil Weißenborn. Dort hatte das Trio dreieinhalb Jahre in einer konspirativen Wohnung gelebt. Zschäpe verschüttete laut Haftbefehl „eine brennbare Flüssigkeit und entzündete diese“, wodurch es zu einer Verpuffung kam. Das denkmalgeschützte Mehrfamilienhaus gehörte zu einer Siedlung, die vom jüdischen Mäzen Simon Schocken in den 1920er Jahren gefördert wurde. Es wurde stark beschädigt und später abgerissen. Im Brandschutt fanden sich zahlreiche Waffen, darunter die Tatwaffe der Serienmorde an Migranten, die auch beim Polizistenmord von Heilbronn an Michèle Kiesewetter benutzt wurde. Außerdem wurde ein Laptop sichergestellt, auf dem sich u. a. Entwürfe des „Paulchen-Panther“-Videos befanden, in dem sich der Nationalsozialistische Untergrund zu seinen Taten bekannte.

Von den Ermittlungsbehörden rekonstruierte wahrscheinliche Fluchtroute Zschäpes

Der Ermittlungsrichter beim Bundesgerichtshof warf Zschäpe vor, sie habe das Gebäude in Brand gesteckt, „um das Auffinden von Beweismitteln zu vereiteln“. Bevor Zschäpe aus dem Haus flüchtete, gab sie noch ihre Katzen bei einer Nachbarin ab, ließ hingegen eine bettlägerige ältere Frau in dem brennenden Haus zurück. Einen Tag später versandte sie von Leipzig aus mindestens zwölf Briefumschläge mit dem Bekennervideo an Zeitungen, Moscheevereine, Parteien und einen rechten Verlag. Damit stellte sie sicher, dass ihre Gruppe und deren Taten schlagartig bekannt wurden. Sie teilte den Eltern von Mundlos und Böhnhardt telefonisch deren Tod mit, aber nicht ihrer Mutter oder Großmutter, zu denen sie den Kontakt im Untergrund abgebrochen hatte. Zschäpe reiste in den nächsten Tagen über verschiedene Städte Ost- und Norddeutschlands bis Bremen, besuchte dabei zweimal Eisenach, je einmal Hannover und Halle (Saale) und hatte dabei womöglich Kontakt mit NSU-Unterstützern.

### Haft, Ermittlungen und Anklage
Am 8. November 2011 versuchte Beate Zschäpe sich bei der Polizei telefonisch mit „Guten Tag, hier ist Beate Zschäpe“ zu stellen. Sie sei diejenige, nach der „schon seit Tagen“ gesucht werde und weswegen die ganze Stadt abgesperrt sei. Der Polizist am anderen Ende der Leitung erkannte die Anruferin jedoch nicht und erwiderte, ihm sei nichts Derartiges bekannt. Stunden später erschien Zschäpe mit ihrem Anwalt persönlich bei der Polizei in Jena. Seit dem 8. November 2011 befand sich Zschäpe in Untersuchungshaft. Am 11. November 2011 übernahm die Bundesanwaltschaft die Ermittlungen wegen des Verdachts auf Mitgliedschaft in einer terroristischen Vereinigung.
Am 8. November 2012, ein Jahr nach Bekanntwerden der Verantwortlichen der Mordserie, erhob die Bundesanwaltschaft Anklage gegen Zschäpe und vier mutmaßliche Unterstützer. Ihr wurde vorgeworfen, „sich als Gründungsmitglied des ‚NSU‘ … an der Ermordung von acht Mitbürgern türkischer und einem Mitbürger griechischer Herkunft, dem Mordanschlag auf zwei Polizeibeamte in Heilbronn sowie an den versuchten Morden durch die Sprengstoffanschläge des ‚NSU‘ in der Kölner Altstadt und in Köln-Mülheim beteiligt zu haben“. Laut Anklage war der „Nationalsozialistische Untergrund (NSU)“ „eine aus drei gleichberechtigten Mitgliedern bestehende Gruppierung“, die ihre Taten „in einer aufeinander abgestimmten Arbeitsteilung“ verübte. Zschäpe habe dabei die „unverzichtbare Aufgabe“ gehabt, „dem Dasein der terroristischen Vereinigung den Anschein von Normalität und Legalität zu geben“, u. a., indem sie an den „jeweiligen Wohnorten eine unauffällige Fassade“ gepflegt und die gemeinsame Wohnung „als Rückzugsort und Aktionszentrale“ gesichert habe. Zudem sei sie „maßgeblich für die Logistik der Gruppe verantwortlich“ gewesen. So habe sie das Geld aus den Raubüberfällen verwaltet und mehrfach Wohnmobile angemietet, darunter ein Tatfahrzeug, so die Bundesanwaltschaft in der 500-seitigen Anklageschrift.
Laut einem „daktyloskopischen Sachstandsbericht“ sollen DNS-Spuren von Zschäpe an Zeitungsartikeln aus der Wohnung in Zwickau über den Sprengstoffanschlag in Köln und den Mord an Habil Kılıç gefunden worden sein. Außerdem wurde Zschäpe vorgeworfen, die Wohnung in Zwickau „in Brand gesetzt und sich dadurch wegen eines weiteren versuchten Mordes an einer Nachbarin und zwei Handwerkern und wegen besonders schwerer Brandstiftung strafbar gemacht zu haben“. Die Polizei hatte Benzinspuren auf Zschäpes Socken sichergestellt.
Von der Staatsanwaltschaft Zwickau wurde gegen sie auch wegen des Fundes kinderpornografischer Dateien auf ihrem Computer ermittelt. Dieses Verfahren sei jedoch eingestellt worden, da die Strafe dafür im Vergleich zu der für die anderen ihr vorgeworfenen Taten „voraussichtlich nicht beträchtlich ins Gewicht“ falle (§ 154 StPO).
Im Januar 2013 hob das Oberlandesgericht München bestimmte, zuvor angeordnete Kommunikationsbeschränkungen für Zschäpe auf, da der NSU nicht mehr existiere und daher eine Unterstützung der Gruppe durch die Inhaftierte nicht mehr möglich sei.

### Gerichtsverfahren
Der Prozess wurde ab dem 6. Mai 2013 vor dem Staatsschutzsenat des Oberlandesgerichts München geführt. Zschäpes Verteidiger waren Wolfgang Heer (Köln), Wolfgang Stahl (Koblenz), Anja Sturm (Köln) und seit Juli 2015 als vierter Pflichtverteidiger Mathias Grasel (München). Im November 2015 kam als fünfter (Wahl-)Verteidiger Grasels Kanzleikollege Hermann Borchert dazu. Zschäpe lehnte seitdem jeden Kontakt mit ihren Altverteidigern ab (siehe Verteidigerkrise). Beate Zschäpe, ursprünglich in der Haftanstalt Köln-Ossendorf inhaftiert, befand sich seit Mitte März 2013 in der Justizvollzugsanstalt München. Eine Untersuchung durch den vom Gericht bestimmten psychiatrischen Gutachter Henning Saß lehnte sie ab. Die Verteidigung bestreitet eine Mittäterschaft Zschäpes an den Morden, Anschlägen und weiteren Taten des NSU. Am Anfang der Hauptverhandlung machte Zschäpe von ihrem Aussageverweigerungsrecht Gebrauch.
Am 9. Dezember 2015 äußerte sich Zschäpe durch eine 53 Seiten umfassende, von ihrem vierten Pflichtverteidiger Mathias Grasel verlesene Erklärung erstmals im NSU-Prozess. Sie bestritt, an den zehn Morden und zwei Sprengstoffanschlägen beteiligt gewesen zu sein, und wies auch eine Mitgliedschaft im NSU zurück, der nur aus Böhnhardt und Mundlos bestanden habe. Zschäpe habe damals im Untergrund resigniert und keine Chance mehr gesehen, ins bürgerliche Leben zurückzukehren. Sie gestand, die letzte Fluchtwohnung in Zwickau in Brand gesteckt zu haben, und entschuldigte sich bei den Opfern und Angehörigen. Ihre Stellungnahme wurde allgemein als taktische Maßnahme kritisiert, die wichtige Fragen insbesondere der Opferangehörigen offenlasse.
Nachdem sie auf diese Weise im Lauf der nächsten Monate weitere Fragen schriftlich beantwortet hatte, verlas sie am 29. September 2016 erstmals selbst eine Erklärung im Gerichtssaal, in der sie ihre Entschuldigung bekräftigte und angab, sich von „nationalistischem Gedankengut“ distanziert zu haben. Die Beobachter waren sich wiederum einig, dass Zschäpe formelhaft-abstrakt geblieben sei und „nichts erklärt“ habe, was insbesondere die Vertreter der Nebenkläger kritisierten, da Zschäpe nichts für ihre Glaubwürdigkeit getan habe. Laut dem Soziologen Samuel Salzborn bedeutete ihre Distanzierung von „nationalistischem Gedankengut“ keine Distanzierung von rechtsextremer Ideologie, da die Szene, aus der Zschäpe stammte, „Nation“ nicht als positiven Bezugspunkt betrachtet, sondern als „die demokratische, die republikanische, die aufgeklärte Nation“ ablehnte. Es handle sich bei Zschäpes Formulierung um „eine wohlgewählte Chiffre, bei der sich die gesamte Nazi-Szene ins Fäustchen lacht“. Indem sie keine Details zum NSU preisgebe, zeige sie sich mit der rechtsextremen Szene solidarisch.
Am 17. und 18. Januar 2017 erstattete der Psychiater Henning Saß dem Gericht sein psychologisches Gutachten Zschäpes, das entscheidenden Einfluss auf die Haftdauer hatte. Darin bezeichnete er Zschäpe als „voll schuldfähig“; es gebe keine Hinweise auf eine relevante psychische Störung oder auf suchtartigen Alkoholkonsum. Eine „schwache Persönlichkeit“ der Angeklagten, die Zschäpe in ihren bisherigen Einlassungen zu schildern versucht hatte, erkannte Saß nicht. Eher zeichne sie sich durch eine Bereitschaft „zur kämpferischen Selbstbehauptung, zu einer nahezu feindselig durchgehaltenen Beharrlichkeit und zum erfolgreichen Durchstehen massiver zwischenmenschlicher Konfliktlagen“ aus. Zschäpe gebe sich Männern überlegen – was auch durch verschiedene Zeugenaussagen bestätigt worden sei – und habe eine „Tendenz zu Dominanz, Härte, Durchsetzungsfähigkeit“. Saß empfahl dem Gericht wegen weiter bestehender Gefährlichkeit eine an die Haftstrafe anschließende Sicherungsverwahrung. Die Verteidiger Zschäpes versuchten, diese Schlussfolgerungen zu erschüttern, unter anderem durch eine Erklärung Zschäpes zu ihrer emotionalen Betroffenheit, die sie nur wegen ihrer früheren Schweigestrategie nicht habe zeigen können. Mit der Aussage einer Vertreterin der Justizvollzugsanstalt, in der Zschäpe inhaftiert war, zu ihrem unauffälligen Verhalten und ihren Finanzquellen endete die Befragung des Gutachters am 22. Februar 2017. Nachdem Zschäpe mit dem Psychiater Joachim Bauer gesprochen hatte, stellten ihre Neuverteidiger Grasel und Borchert Ende März 2017 den Antrag, Bauer zu hören, um ihre verminderte Schuldfähigkeit gemäß § 21 StGB wegen schwerer dependenter Persönlichkeitsstörung feststellen zu lassen, die zu einer Strafminderung führen könne. Nach der Ablehnung Bauers durch das Gericht wegen Besorgnis der Befangenheit und der Ablehnung weiterer Beweisanträge endete die Beweisaufnahme Mitte Juli 2017.
In ihrem Plädoyer erklärte die Bundesanwaltschaft am 25. Juli 2017, die Anklage gegen Zschäpe habe sich im Wesentlichen bestätigt; sie sei Mitgründerin und Mitglied der terroristischen Vereinigung NSU gewesen und als Mittäterin für deren Taten verantwortlich. Daher forderte die Bundesanwaltschaft am 12. September 2017 eine lebenslange Haft mit anschließender Sicherungsverwahrung und die Feststellung der besonderen Schwere der Schuld. Ende April 2018 plädierten die neuen Verteidiger Zschäpes, Borchert und Grasel. Sie hielten Zschäpe nicht für schuldig, Mittäterin der Morde und Anschläge zu sein, sondern nur an den Raubüberfällen beteiligt und für die Explosion der letzten NSU-Wohnung verantwortlich zu sein, und forderten eine Haftstrafe von höchstens zehn Jahren. Mit den Plädoyers der drei Altverteidiger endeten am 22. Juni 2018 die Schlussvorträge; sie hielten Zschäpe allein wegen einfacher Brandstiftung für schuldig und forderten ihre sofortige Freilassung aus der Untersuchungshaft.
Zschäpe sprach am 3. Juli 2018 ihr etwa fünfminütiges letztes Wort, in dem sie sich erneut bei den Angehörigen der Opfer entschuldigte, aber angab, über keine weiteren Informationen zu verfügen und erst im Verlauf des Prozesses das Ausmaß der Taten erfasst zu haben. Von den Morden und Sprengstoffanschlägen habe sie jeweils erst im Nachhinein erfahren und sie missbilligt. Sie distanzierte sich von der rechten Szene, akzeptierte aber „die Meinung und die Gesinnung der Mitangeklagten“ und schloss mit der Aufforderung an das Gericht: „Bitte verurteilen Sie mich nicht stellvertretend für etwas, das ich nicht gewollt und getan habe.“ Die anwesenden Eltern des NSU-Mordopfers Halit Yozgat bezeichneten Zschäpes Erklärung als Zumutung, da die Fragen der Angehörigen unbeantwortet blieben. Die Zeit kommentierte, Zschäpes Versuch, der Öffentlichkeit ein anderes Bild von sich als Opfer zu zeichnen, sei eine „Fantasterei“; sie habe ihre letzte Chance vertan.
Das Gericht verurteilte sie am 11. Juli 2018 wegen Mordes, Mitgliedschaft in einer terroristischen Vereinigung und schwerer Brandstiftung zu lebenslanger Freiheitsstrafe und stellte die besondere Schwere der Schuld fest. Damit folgte der Senat der Forderung der Bundesanwaltschaft und schloss sich ihrer Sichtweise an, Zschäpe bei den Morden und Sprengstoffanschlägen des NSU als Mittäterin zu verurteilen, obwohl ihr keine Anwesenheiten an den Tatorten nachzuweisen waren. Gegen das Urteil legten Zschäpes Verteidiger das Rechtsmittel der Revision ein, weshalb zunächst noch keine Rechtskraft bestand. Der Haftbefehl blieb aufgrund der Verurteilung aufrechterhalten und in Vollzug.
Am 4. Februar 2019 wurde Zschäpe unter Zustimmung des Oberlandesgerichts München von der Justizvollzugsanstalt München in die Justizvollzugsanstalt Chemnitz verlegt.
Am 21. April 2020 legte das Oberlandesgericht München die Urteilsbegründung vor (Aktenzeichen 6 St 3/12). Sie umfasst 3025 Seiten.
Am 19. August 2021 bestätigte der Bundesgerichtshof (BGH) das Urteil gegen Zschäpe und verwarf die Revision. Am 20. September 2021 legten die drei zu diesem Zeitpunkt von Zschäpe mandatierten Verteidiger Mathias Grasel, Wolfgang Heer und Andreas Lickleder gegen die ohne Verhandlung getroffene Entscheidung des BGH eine Verfassungsbeschwerde beim Bundesverfassungsgericht in Karlsruhe ein mit dem Ziel, eine Revisionsverhandlung zu erzwingen. Mit Beschluss vom 30. September 2022 nahm das Bundesverfassungsgericht die Beschwerde nicht zur Entscheidung an.
Im August 2025 wurde bekannt, dass Zschäpe an einem Aussteigerprogramm für Rechtsextremisten teilnimmt, das sich positiv auf die Mindestverbüßungsdauer der Haft Zschäpes auswirken kann.

## Rezeption
Die Literaturnobelpreisträgerin Elfriede Jelinek schrieb über Zschäpe das Theaterstück Das schweigende Mädchen, das im September 2014 an den Münchner Kammerspielen uraufgeführt wurde. Eine Reihe weiterer Theaterstücke setzt sich mit dem NSU-Trio auseinander, darunter Lothar Kittsteins Der weiße Wolf am Schauspiel Frankfurt und Benjamin und Dominik Redings NSU for you/Ein Abend mit Beate im Deutschen Theater Berlin (siehe Hauptartikel).
Raymond Leys Fernsehfilm Letzte Ausfahrt Gera – Acht Stunden mit Beate Zschäpe, der ein Porträt ihrer Person zu zeichnen versucht, wurde am 26. Januar 2016 im ZDF gesendet; Zschäpe wurde von Lisa Wagner gespielt. Am 30. März 2016 strahlte Das Erste den Fernsehfilm Die Täter – Heute ist nicht alle Tage als Auftakt einer Trilogie mit dem Titel Mitten in Deutschland: NSU aus, die die NSU-Morde aus unterschiedlichen Perspektiven beleuchtet. Die Rolle der Beate Zschäpe verkörperte Anna Maria Mühe.
Die Hip-Hop-Band Antilopen Gang veröffentlichte 2014 auf ihrem Album Aversion das Lied Beate Zschäpe hört U2. Im Musikvideo zur Single wurden bekanntgewordene Fotos und Beschreibungen der NSU-WG mit Tina Keserović als einem Double Zschäpes dargestellt.
Im Januar 2018 sendete SWR2 Clemens Meyers Radio-Essay Im Netz der Spinnenfrau – oder: Zehn Versuche über den NSU.